# Bundesstraße 476
Pour les articles homonymes, voir Route 476.
La Bundesstraße 476 est une Bundesstraße du Land de Rhénanie-du-Nord-Westphalie.

## Géographie
La route relie la B 475 à Sassenberg en passant par Versmold à l'A 33 à Borgholzhausen.

## Histoire
Entre 1855 et 1857, une route entre Warendorf, Versmold et Borgholzhausen est transformée en chaussée pavée. La B 476 est établie au milieu des années 1960.
Après l'achèvement de l'A 33 au sud de Borgholzhausen, le tronçon de la B 476 entre l'A 33 et l'ancienne B 68 à Borgholzhausen-Bahnhof est déclassé en Landesstraße 785 début 2020.

## Projet
L'éventuel prolongement de la B 476 de Borgholzhausen à l'A 30 à Melle, en Basse-Saxe, n'est pas dans le Plan fédéral d'infrastructure de transport 2030.

## Source
- (de) Cet article est partiellement ou en totalité issu de l’article de Wikipédia en allemand intitulé « Bundesstraße 476 » (voir la liste des auteurs).

1. ↑  (de) « Die Bundes- und Reichsstraßen in Deutschland - Nr. ab 399 » [archive du 15 octobre 2008], sur home.arcor.de (consulté le 18 juillet 2025)